# BeOS
BeOS是一种由Be公司针对多媒体使用所開發的作業系統。

## 歷史
1991年，让-路易·加西带领包括AppleNewton开发员Steve Sakoman在内的一众Apple员工创建了Be公司。Be公司开发了一个全新的操作系统，从设计之初就针对多CPU和多线程的应用程序。与此同时，Apple已陷入不能推出其新操作系统Copland的困境，正在寻找代替品。加西认为这是个黄金时机。1996年，加西要价4亿美金，允许Apple Computer使用BeOS。然而Apple估算Be公司的总值为8000万美金，故此出价1.2亿，后来上升到2亿。最终未能成交，Apple转而购买NeXTSTEP，同时重新得到史蒂夫·乔布斯。
- 1996年11月，BeOS發佈了第一個運行于蘋果機上的版本。
- 1998年，發佈了第一個運行于Intel平臺的版本。
- 2000年發佈了5.0版本，包括了個人版（BeOS 5.0 Personal Edition）和專業版（BeOS 5.0 Professional Edition），其中個人版是免費的。

官方最後發行的版本是BeOS R5版。後Be公司被Palm公司于2001年8月以1100万收购，從此不再發佈官方版本。

### 版本歷史
| 版本                            | 發佈日期      | 平台                  |
| ------------------------------- | ------------- | --------------------- |
| DR1–DR5                         | 1995年10月    | AT&T Hobbit           |
| DR6 (developer release)         | 1996年1月     | PowerPC               |
| DR7                             | 1996年4月     | PowerPC               |
| DR8                             | 1996年9月     | PowerPC               |
| Advanced Access Preview Release | 1997年5月     | PowerPC               |
| PR1 (preview release)           | 1997年6月     | PowerPC               |
| PR2                             | 1997年10月    | PowerPC               |
| R3                              | 1998年3月     | PowerPC and Intel x86 |
| R3.1                            | 1998年6月     | PowerPC and Intel x86 |
| R3.2                            | 1998年7月     | PowerPC and Intel x86 |
| R4                              | 1998年12月4日 | PowerPC and Intel x86 |
| R4.5 ("Genki")                  | 1999年6月     | PowerPC and Intel x86 |
| R5 PE/Pro ("Maui")              | 2000年3月     | PowerPC and Intel x86 |
| R5.1 ("Dano")                   | 2001年11月    | Intel x86             |

## 特征
BeOS的設計理念是專門用於多媒體處理的“多媒體作業系統”，採用先進的64位BeFS文件系統，支援多處理器，其多媒體性能異常優越。BeOS开始是运行在BeBox硬件之上的。与其他同期的操作系统不同，BeOS是为了充分利用现代硬件的优点而编写。针对数字媒体工作优化，BeOS能够充分利用多处理器系统通过模块化的I/O带宽，多线程，抢断式的多任务和被称为BFS的定制64位日志文件系统。BeOS的GUI遵循清晰整洁的设计原理而开发。其API是用C++编写而成，非常容易编程。虽非源于Unix的操作系统，但其实现了POSIX兼容，并通过Unix Shell命令行界面来访问

### 特点
- 优秀的多媒体性能
- 易于安装配置
- 清晰的GUI
- 均衡的多处理技术
- 原生的面向对象接口
- 拥有32个工作空间（虚拟桌面）
- 类似数据库的64位日志的文件系统
- 記憶體保护
- 遵循POSIX标准
- 整洁的API

### 缺点
- 硬體支援不佳
- 應用程式選擇不多
- 對文件格式支援有限
- 系统维护不佳
- 未完全遵循網路標準

## 衍生版本及現況
由BeOS衍生出來的其它非官方版本仍然在繼續發展，如開放源代碼的Haiku（OpenBeOS）等。
以完全重新創建類BeOS系統為目標的衍生版本有：
- Haiku
- Blue Eyed OS
- Cosmoe

以繼續發展原有BeOS系統為目標的衍生版本有：
- Zeta

## 外部連結
- BeGroovy（页面存档备份，存于）
- BeOS News（页面存档备份，存于）
- Bebits（BeOS軟件大全）（页面存档备份，存于）
- Zeta OS（页面存档备份，存于）
- Haiku Project（页面存档备份，存于）
- BeOSChina